# Makarti Jaya (Makarti Jaya)
Makarti Jaya is een bestuurslaag in het regentschap Banyuasin van de provincie Zuid-Sumatra, Indonesië. Makarti Jaya telt 6319 inwoners (volkstelling 2010).